# Provincia di Independencia

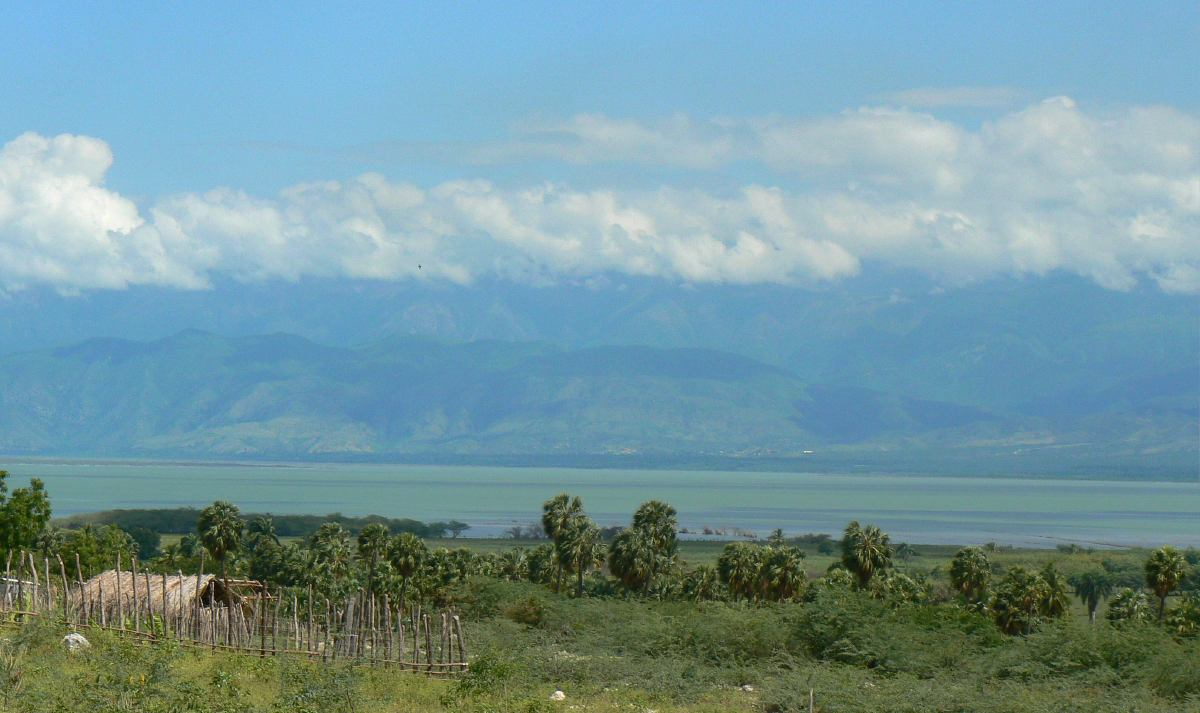
La sponda sud del Lago Enriquillo.

Independencia è una delle 32 province della Repubblica Dominicana. Il suo capoluogo è Jimaní.

## Geografia antropica

### Suddivisioni amministrative
La provincia si suddivide in 6 comuni e 6 distretti municipali (distrito municipal - D.M.):
- Cristóbal
- Duvergé
- Jimaní
- La Descubierta
- Mella
- Postrer Río